# Seutes III
Seutes III (gr.: Σεύθης, Seúthes) – król trackich Odrysów w latach 330–ok. 300 p.n.e. Być może syn Kersobleptesa, króla Odrysów. Seutes III był królem tylko części Tracji oraz wasalem królestwa Macedonii.

## Kontekst polityczny i ekonomiczny IV w. p.n.e.

Królestwo Odrysów w późnym V w. p.n.e. (kolor brązowy)

Na ziemiach trackich od V w. p.n.e. istniało królestwo założone przez plemię Odrysów. W IV wieku p.n.e. Tracja była areną złożonych przemian politycznych, na które wpływ miały zarówno wewnętrzne ambicje lokalnych władców, jak i zewnętrzne naciski ze strony sąsiednich potęg. Król Kotys I, władający od 384 lub 383 p.n.e., siłą umocnił władzę centralną. Jednakże, po jego śmierci w 359 roku p.n.e., królestwo zostało podzielone między trzech synów, co osłabiło jedność regionu. Wykorzystując tę sytuację, Filip II Macedoński do 340 roku p.n.e. podbił znaczną część Tracji, rozszerzając swoje wpływy na wschód.
Panowanie macedońskie było dużym ciężarem ekonomicznym dla trackich mas ludowych i ludności greckich kolonii na wybrzeżu. Gospodarka królestwa Odrysów opierała się na rolnictwie. Państwo to nie rozporządzało własną flotą i na morzu polegało na pomocy okrętów kolonii greckich. Rozwój rzemiosła był nierównomierny i prowadzony na mniejszą skalę niż helleński. Ziemie Odrysów były znacznie bogatsze od tych zamieszkiwanych przez Greków, a ustrój rodowo-plemienny wspierał gospodarczą siłę lokalnych arystokratów, co miało często szkodliwy wpływ na jedność królestwa.

## Okres od roku 336 p.n.e.
Po śmierci Filipa II (359–336) plemiona trackie zbuntowały się przeciw jego synowi Aleksandrowi III Wielkiemu (336–323). Ten wypowiedział wojnę przeciwko im i pokonał plemię Getów i Syrmusa, króla Tryballów. Pozostałe plemiona trackie poddały się i wysłały wojsko by dołączyło do armii macedońskiej.
Seutes III był początkowo jednym z książąt trackich, który podjął się odbudowy jednolitego królestwa Odrysów.
Około 325 r., po śmierci macedońskiego namiestnika Tracji Zopyriona, Seutes III zbuntował się przeciwko dominacji Macedonii. Bunt został szybko stłumiony przez Antypatra (334–319). W 323 r., po śmierci Aleksandra III Wielkiego, Seutes III ponownie wystąpił, z siłą 30 000 ludzi przeciwko ok. 6000 Macedończyków. Uderzył na Lizymacha, nowego macedońskiego namiestnika Tracji. Macedończycy dysponowali jednak dużo wyższą kulturą wojskową i przeważali na polu bitwy. Król Odrysów został zmuszony uznać władzę zwierzchnią Lizymacha, która ostatecznie była tylko formalna.

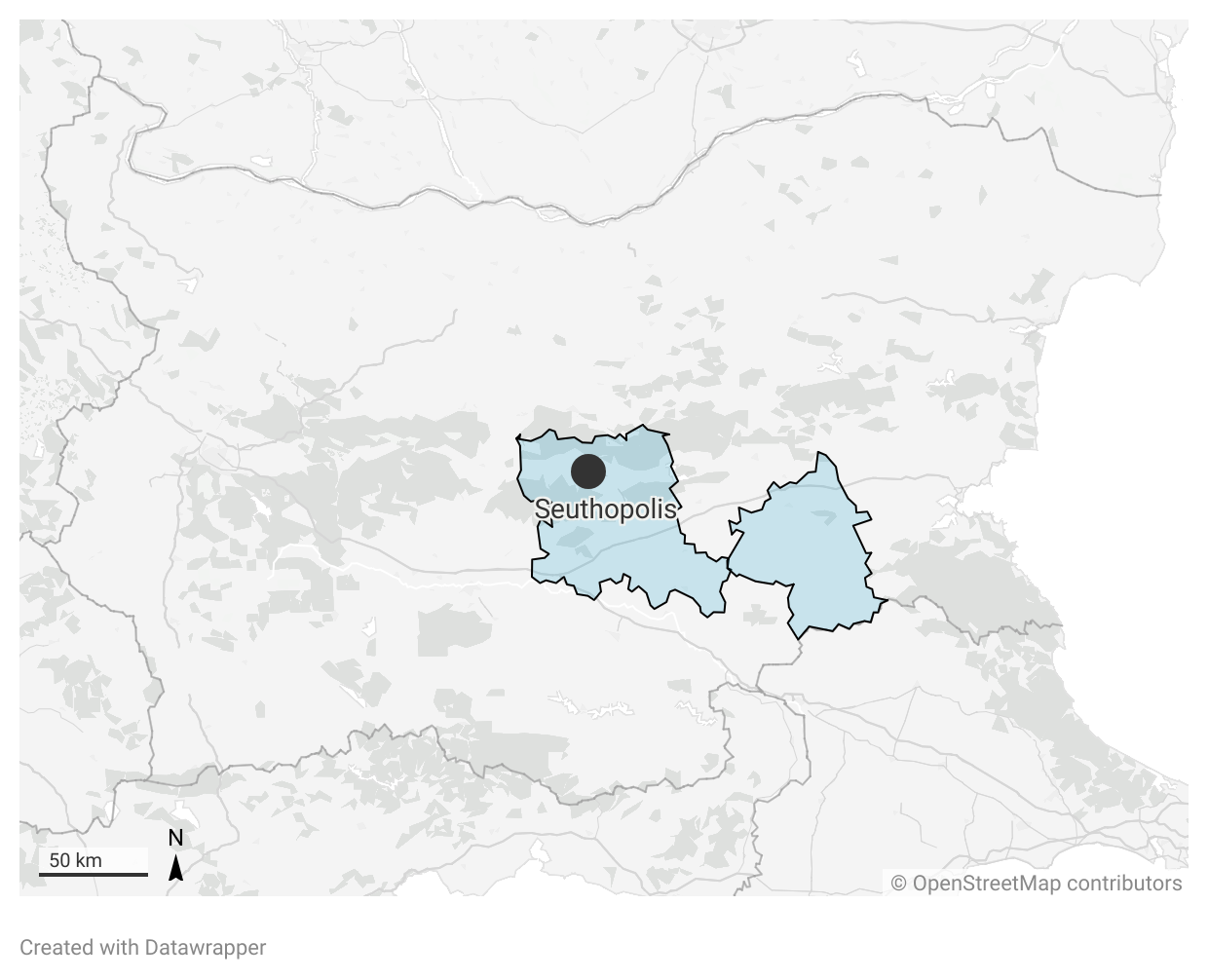
Na podstawie występowania monet Seutesa III, Dakow podaje zasięg jego państwa jako nieznacznie przekraczający terytorialnie współczesne obwody Stara Zagora i Jamboł (zaznaczone na niebiesko; pokazana też lokalizacja Seuthopolis).

W 320 r. Seuthes III przeniósł królestwo Odrysów do centralnej Tracji i zbudował nową stolicę w Seuthopolis (Kazanłyk). Jego państwo było szarpane wewnętrznymi konfliktami i osłabiane ambicjami lokalnej arystokracji, która tworzyła dynastyczne posiadłości na terytorium władanym przez Seutesa. Zasięg władzy Seutesa nieznacznie przekraczał granice współczesnych obwodów Stara Zagora i Jamboł. Iwan Wenedikow określał go mianem "władcy Doliny Róż", a Christo Danow nazywał jego państwo krótkotrwałym „nieodryskim królestwem”, które było w stanie zmobilizować pięciokrotnie mniej wojska niż królestwo czasów Sitalkesa. W związku z siłowym charakterem centralizacji władzy przez Seutesa, mury Seuthopolis były na stałe obsadzone silnym garnizonem wojskowym.
W 313 r. poparł Antygona I Jednookiego w wojnie przeciwko Lizymachowi o królestwo Macedonii. Zajął przełęcze gór Hemus przeciwko jego suzerenowi, ale znowu został pokonany i zmuszony do uległości. Lizymach ogłosił się królem Tracji w 306 r. Lizymach ostatecznie zginął w bitwie pod Kuropedion przeciwko Seleukosowi I Nikatorowi w 281 r. Tracja tego samego roku przeszła pod zwierzchność Ptolemeusza Keraunosa. W 279 p.n.e. ziemie trackie najeżdża grupa 20 000 Celtów, która w początkowej fazie najazdu stosuje taktykę gwałtownych i niespodziewanych napadów.

## Rodzina, ostatnie lata życia
Nie jest znana ani dokładna data śmierci Seutesa III, ani dokładna data rozpadu jego wątłego królestwa; jego pochówek datuje się w przybliżeniu na okres między 310 do 275 r. p.n.e.
Seutes III miał zapewne dwie żony oraz sześciu synów. Nieznana pierwsza żona urodziła mu dwóch synów: Kotysa II i Rebulasa, a druga imieniem Berenike czterech: Hebryzelmisa, Teresa III, Sadokosa i Sadalasa. Rebulas jest znany dzięki uzyskanej od Aten inskrypcji honorowej z 331/330 r.
Uważa się, że były naczynia ze skarbu panagiurskiego były przez niego używane jako królewski zestaw ceremonialny.
Został pochowany w grobowcu w Dolinie Trackich Królów.